# 창룡도서관
창룡도서관(蒼龍)은 경기도 수원시 팔달구 우만동에 위치한 도서관으로 2013년 8월 21일 착공하여 2014년 10월 2일 개관하였다. 본관은 2층이며 지하1층은 어린이 자료실, 2층은 종합자료실로 이루어져 있다. 근처에 창룡문과 수원시평생학습관 및 수원영어마을이 위치해 있다.

## 연혁
- 2012.05. 도서관 신축계획 수립
- 2012.10. 투융자심사완료, 공유재산관리계획 승인
- 2013.06. 실시설계완료
- 2013.07.04 경기도계약심사완료
- 2013.08.14 건축허가완료
- 2013.08.21 공사착공
- 2014.08.20 공사완료
- 2014.08.29 도서관 준공
- 2014.10.02 도서관 개관

## 시설현황
- 2층: 종합자료실
- 1층: 사무실, 뜰아래, 휴게실, 강의실1, 강의실
- 지하1층: 어린이자료실, 장난감나라

## 이용 안내
이용 시간
- 어린이자료실: 월~목 09:00~18:00 / 토·일 09:00~17:00
- 종합자료실: 월~목 07:00~23:00 / 토·일 07:00~21:00

휴관일
- 매주 금요일

## 같이 보기
- 창룡문